# Gruta das Mercês
A Gruta das Mercês também denominada Gruta das Mercês I é uma gruta portuguesa localizada na Canada das Mercês, freguesia da Feteira, concelho de Angra do Heroísmo, ilha Terceira, Arquipélago dos Açores.
Esta cavidade apresenta uma geomorfologia de origem vulcânica em forma de tubo de lava localizado em campo de lava de encosta.
Esta formação geológica apresenta um comprimento de 69 m. por uma altura máxima de 4.7 m e por lagura também máxima de 3.9 m.